# Astrocottus
Astrocottus – rodzaj ryb skorpenokształtnych z rodziny głowaczowatych (Cottidae).

## Klasyfikacja
Gatunki zaliczane do tego rodzaju:
- Astrocottus leprops
- Astrocottus matsubarae
- Astrocottus regulus